# Biblioteca de Celso

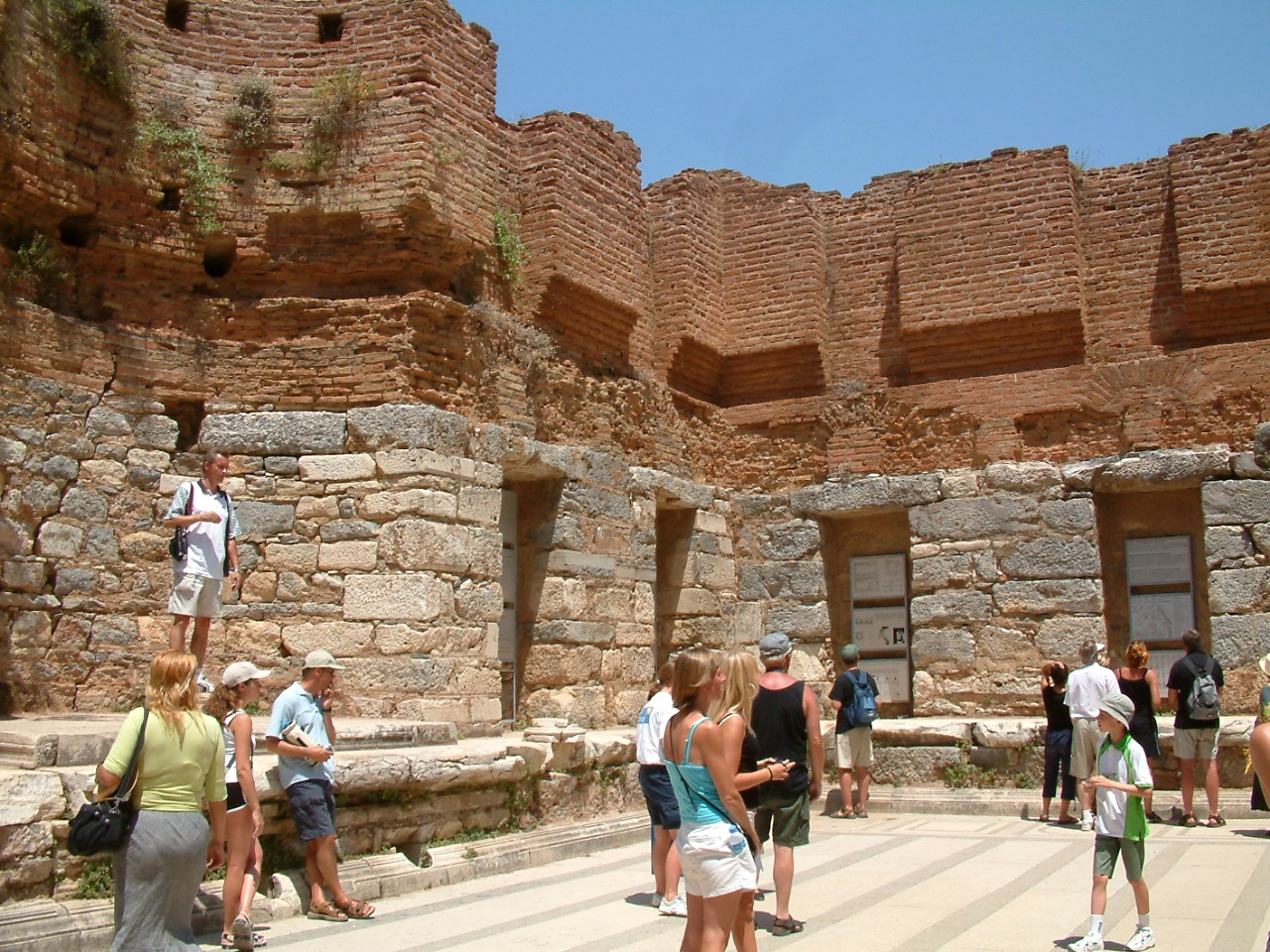
Ábside interior central y nichos.

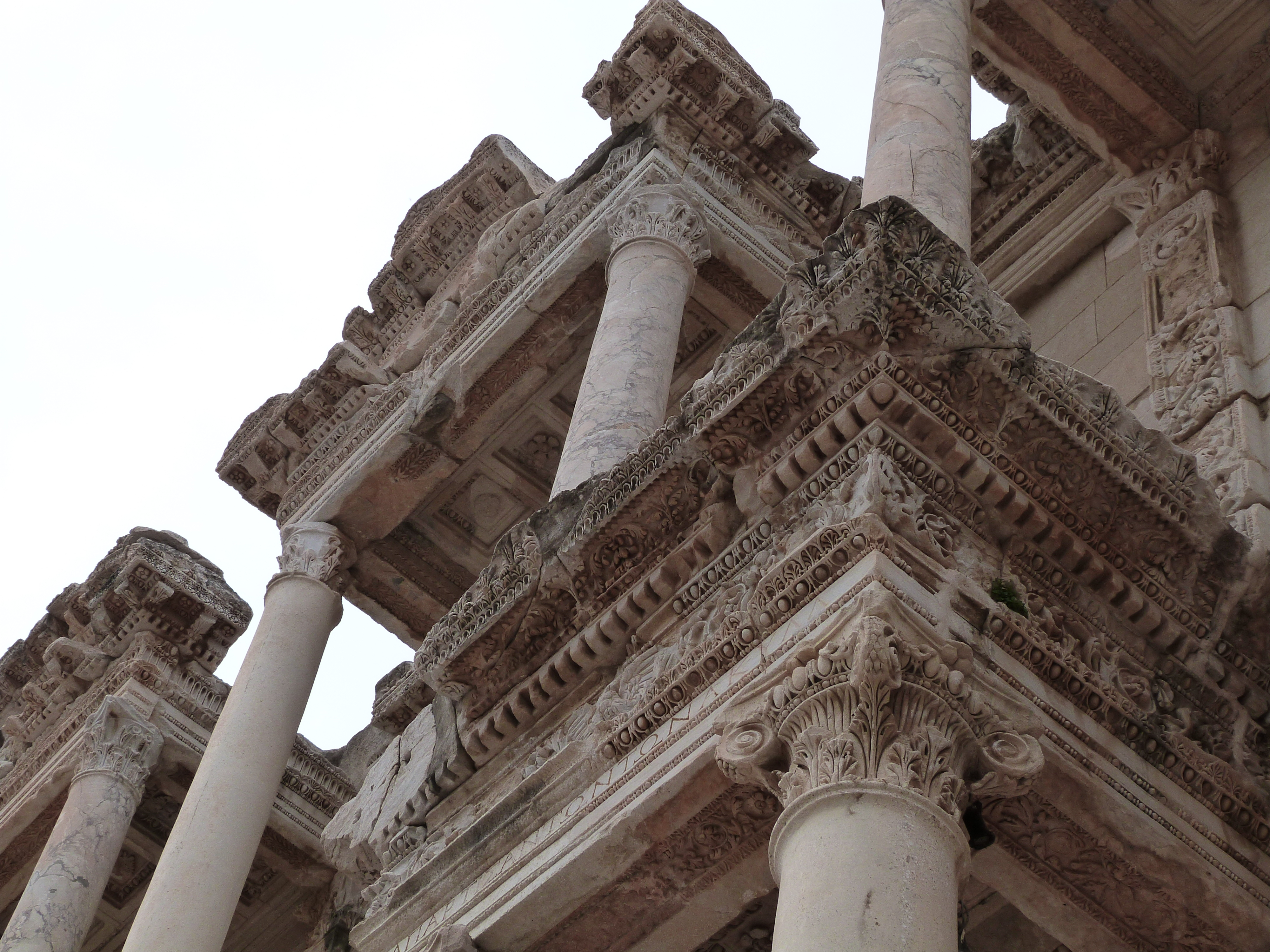
Arquitrabes, frisos y cornisas coronan los salientes de la fachada.

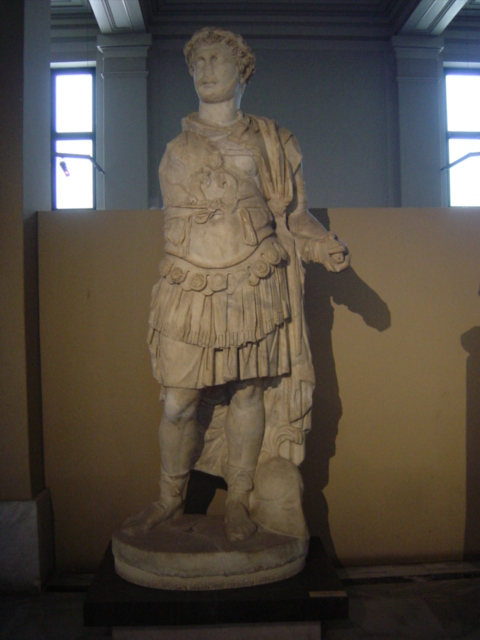
Estatua marmórea de Celso, originalmente en el nicho central del piso superior de la biblioteca, ahora en el Museo arqueológico de Estambul.

La Biblioteca de Celso, en Éfeso, Asia Menor (actualmente parte de Turquía), fue construida en honor al senador, cónsul y procónsul romano Tiberio Julio Celso Polemeano (completada hacia el año 117-135) por el hijo de Celso, Tiberio Julio Áquila Polemeano (cónsul, el año 110). Celso había sido Cónsul en el año 92, y posteriormente fue Procónsul de Asia, cuya capital era Éfeso. Fue un ciudadano romano, el primero de origen puramente griego en llegar a ser Cónsul de Roma, por lo cual era popular y además, adinerado. Pagó de su propia fortuna la construcción y dotación de la Biblioteca, la cual le rinde honor como romano y griego.
La biblioteca fue construida para almacenar 12 000 rollos y para servir como tumba monumental de Celso. Era poco habitual que alguien se hiciera enterrar en una biblioteca o incluso dentro de los límites de una ciudad, lo cual fue un honor especial para Celso, que está enterrado en una cripta debajo de la biblioteca, en un sarcófago de mármol decorado. Esta biblioteca era la "tercera más grande del mundo antiguo", detrás de la de Alejandría y Pérgamo.

## Historia
El edificio tiene la importancia de ser uno de los escasos restos de una biblioteca de la antigua Roma. Muestra también cómo las bibliotecas públicas no solo se construían en la misma Roma, sino en todo el Imperio romano.
El interior de la biblioteca  y sus colecciones fueron destruidos, al parecer por un terremoto e incendio en el año 262 después de Cristo; aunque otra evidencia apunta a un incendio, durante una invasión de los godos, en ese mismo año. Solo sobrevivió la fachada, que cayó por otro terremoto, en los siglos X o XI, tras lo cual permaneció en ruinas por más de 900 años. 
Entre 1970 y 1978 el arqueólogo alemán Volker Michael Strocka dirigió una campaña de reconstrucción. Strocka analizó los fragmentos que habían sido excavados por los arqueólogos austriacos entre 1903 y 1904. Mientras tanto, algunos elementos arquitectónicos se habían perdido o habían sido adquiridos por museos en Viena y Estambul. En el proceso de anastilosis, los fragmentos ausentes o perdidos, fueron reemplazados por copias. Solo se reconstruyó la fachada y el resto del edificio permaneció en ruinas. 
Esta restauración masiva se considera como bastante fiel al edificio histórico. La fachada frontal es un ejemplo de arquitectura romana pública, y sirvió de modelo para otras bibliotecas, no tan bien preservadas, en distintas zonas del imperio. Era común que en muchas ciudades del mundo romano se albergaran colecciones de literatura, para beneficio de los estudiosos y viajeros.
La biblioteca fue diseñada de acuerdo con los principios del arquitecto romano Vitruvio. El edificio es de una sola planta, y está orientado hacia el este, al sol de la mañana, como aconsejaba Vitruvio, para beneficiar a los madrugadores. La biblioteca está construida sobre una plataforma con nueve escalones, que tienen el ancho total del edificio. Los escalones conducen a tres entradas. La entrada central es más grande que las dos que flanquean, y todas están adornadas con ventanas arriba. 
A cada lado de las entradas hay cuatro pares de columnas compuestas, elevadas sobre pedestales. Otras ocho columnas corintias se elevan directamente encima del primer conjunto, lo que aumenta la altura del edificio. Los pares de columnas del segundo nivel enmarcan ventanas, así como las columnas del primer nivel enmarcan las puertas y ventanas. Las columnas del primer nivel crean nichos que albergan estatuas (actualmente copias de los originales) que personifican 4 virtudes: sabiduría (Sofía), conocimiento (Episteme), inteligencia (Ennoia) y excelencia (Areté). Las originales de dichas estatuas están actualmente en el museo de Éfeso en Viena. Se cree que pudo haber un tercer conjunto de columnas, pero hoy en día solo hay registro de 2 conjuntos de columnas. Este tipo de fachada, con marcos insertados y nichos para estatuas, es similar al usado en los antiguos teatros griegos (el edificio del escenario detrás de la orchestra, o skené) y, por lo tanto, se puede decir que es una fachada "escenográfica".
Los otros lados del edificio son arquitectónicamente irrelevantes, ya que la biblioteca estaba rodeada por edificios. Su interior, que no está casi restaurado, era una sola habitación rectangular, de 17 por 11 metros, con un ábside central, enmarcado por un gran arco en la pared del fondo. Una estatua de Celso o de Atenea, se erguía en el ábside. La tumba de Celso yacía directamente debajo de una cámara abovedada, en el subsuelo. A lo largo de los otros tres lados había huecos rectangulares que contenían armarios y estantes para los 12 000 rollos. Esos nichos, junto con las paredes dobles detrás de ellos, servía tanto para controlar la humedad, como para proteger los rollos de las temperaturas extremas. Se dice que Celso había dejado un legado de 25 000 denarios para pagar el material de lectura de la biblioteca.
El segundo y el tercer nivel se podían alcanzar a través de un conjunto de escaleras integradas en las paredes. Estos niveles agregaban soporte al edificio y tenían nichos similares para los pergaminos. El techo era plano, y puede haber tenido un óculo cuadrado central, para proporcionar más luz.
El estilo de la biblioteca, con su fachada ornamentada, equilibrada y bien planificada, refleja la influencia griega en la arquitectura romana. Los materiales de construcción, ladrillo, hormigón y mortero, ejemplifican los nuevos materiales que entraron en uso en el Imperio romano, alrededor del siglo II d. C.